# Guido I. von Montlhéry

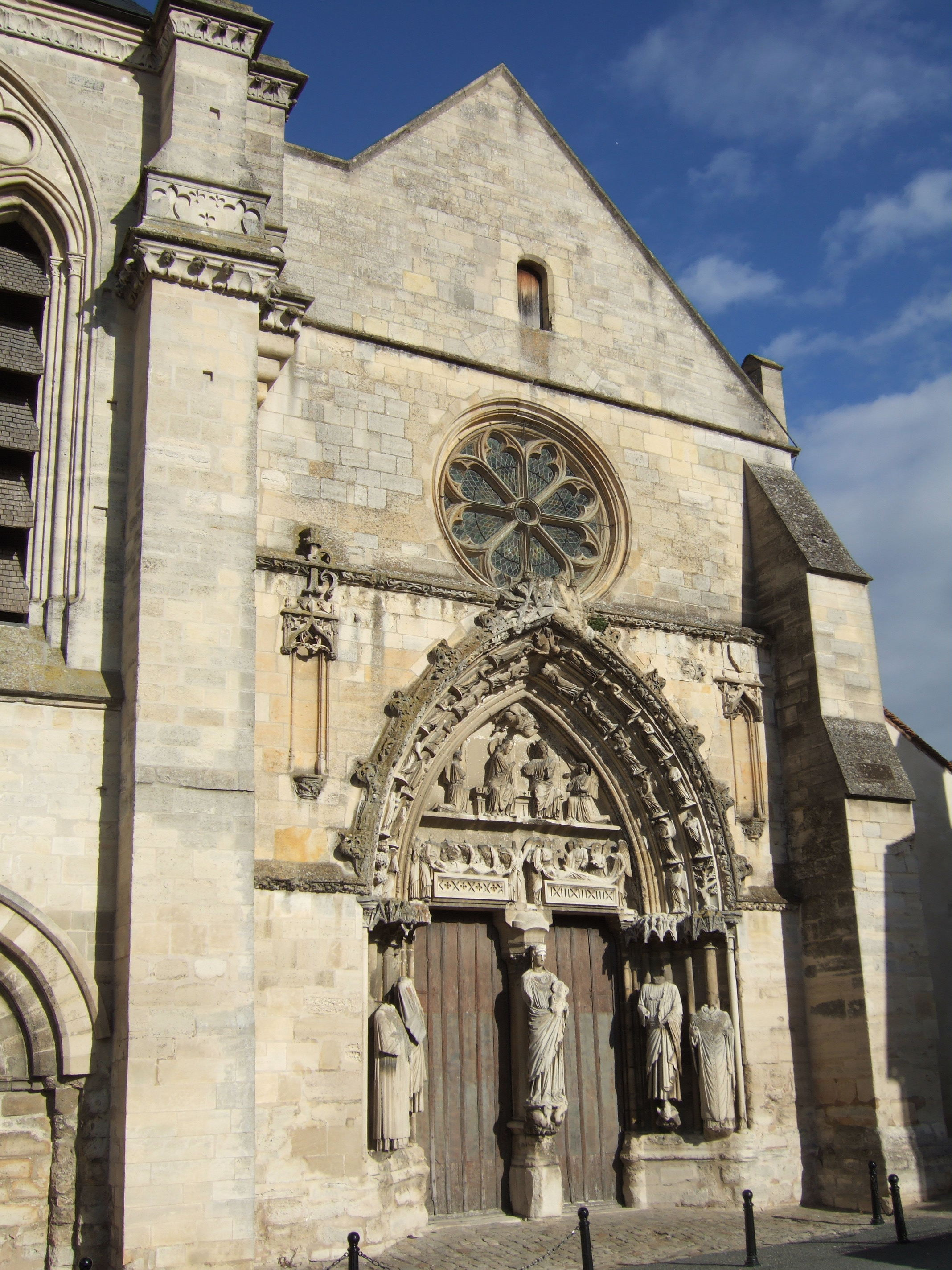
Die Abteikirche von Notre-Dame de Longpont-sur-Orge.

Guido I. (französisch Gui de Montlhéry; † 1095) war ein Herr von Montlhéry und Bray-sur-Seine aus dem Haus Montlhéry. Laut der Historia Francorum des Aimoin de Fleury war er ein Sohn des Theobald von Montlhéry.
Er war verheiratet mit Hoderine von Gometz, die ihm die Burgen von Gometz-le-Châtel und La Ferté-Baudouin in die Ehe brachte. Durch ihre Kinder waren sie vor allem mit wichtigen Kreuzfahrerdynastien verbunden:
- Milon I. († um 1102), Herr von Montlhéry und Bray-sur-Seine
- Guido der Rote († 1108), Herr von Rochefort, Le Ferté-de-Baudouin und Gometz
- Melisende, ⚭ Graf Hugo I. von Rethel – die Eltern von König Balduin II. von Jerusalem
- Elisabeth, ⚭ Joscelin von Courtenay – die Eltern von Graf Joscelin I. von Edessa
- Alix, ⚭ Hugo I. von Le Puiset († 1094) (Haus Le Puiset)

Gemeinsam mit seiner Frau und mit der Unterstützung des Bischofs von Paris gründete Guido 1061 das Benediktinerpriorat Notre-Dame von Longpont-sur-Orge, welches sie an zweiundzwanzig Mönchen aus der Abtei Cluny übergaben. Longpont wurde damit die erste Filiale des clunizianischen Klosterverbandes in der Region um Paris. Der Legende nach beteiligte sich seine Frau mit eigenen Händen an dem Bau.
Offenbar stand Guido dem königlichen Hof nah und wurde 1068 als Kastellan von Rochefort-en-Yvelines eingesetzt. Letztmals wird er 1071 als Zeuge einer königlichen Urkunde schriftlich genannt. Dann trat er als einfacher Mönch in die Abtei Longpont-sur-Orge ein, wo er starb.